# سباستین آوانس
سباستین آوانس (انگلیسی: Sebastian Avanzini؛ زادهٔ ۱ آوریل ۱۹۹۵) بازیکن فوتبال اهل ایتالیا است.